# Bonate Sotto
Bonate Sotto es una localidad y comune italiana de la provincia de Bérgamo, región de Lombardía, con 6.528 habitantes.

## Evolución demográfica
| Gráfica de evolución demográfica de Bonate Sotto entre 1861 y 2001 |
|                                                                    |
| Fuente ISTAT - elaboración gráfica de Wikipedia                    |